# Вощанка мала

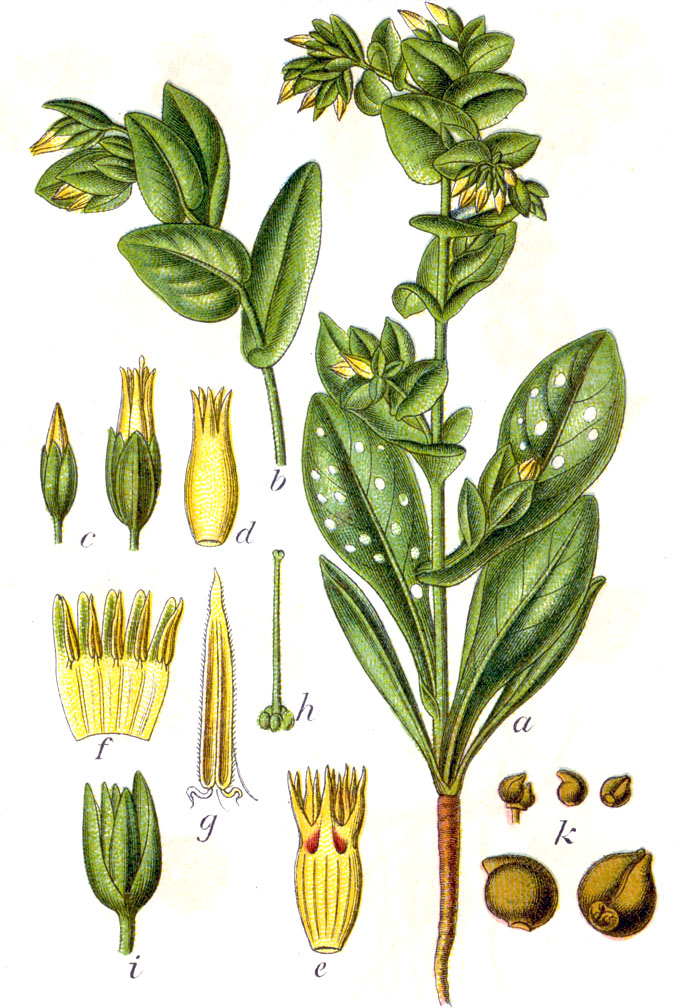
ілюстрація

Вощанка мала, аргузія сибірська (Cerinthe minor) — вид рослин з родини шорстколистих (Boraginaceae), поширений у Європі крім півночі, у західній Азії, Казахстані, Алтаї.

## Опис

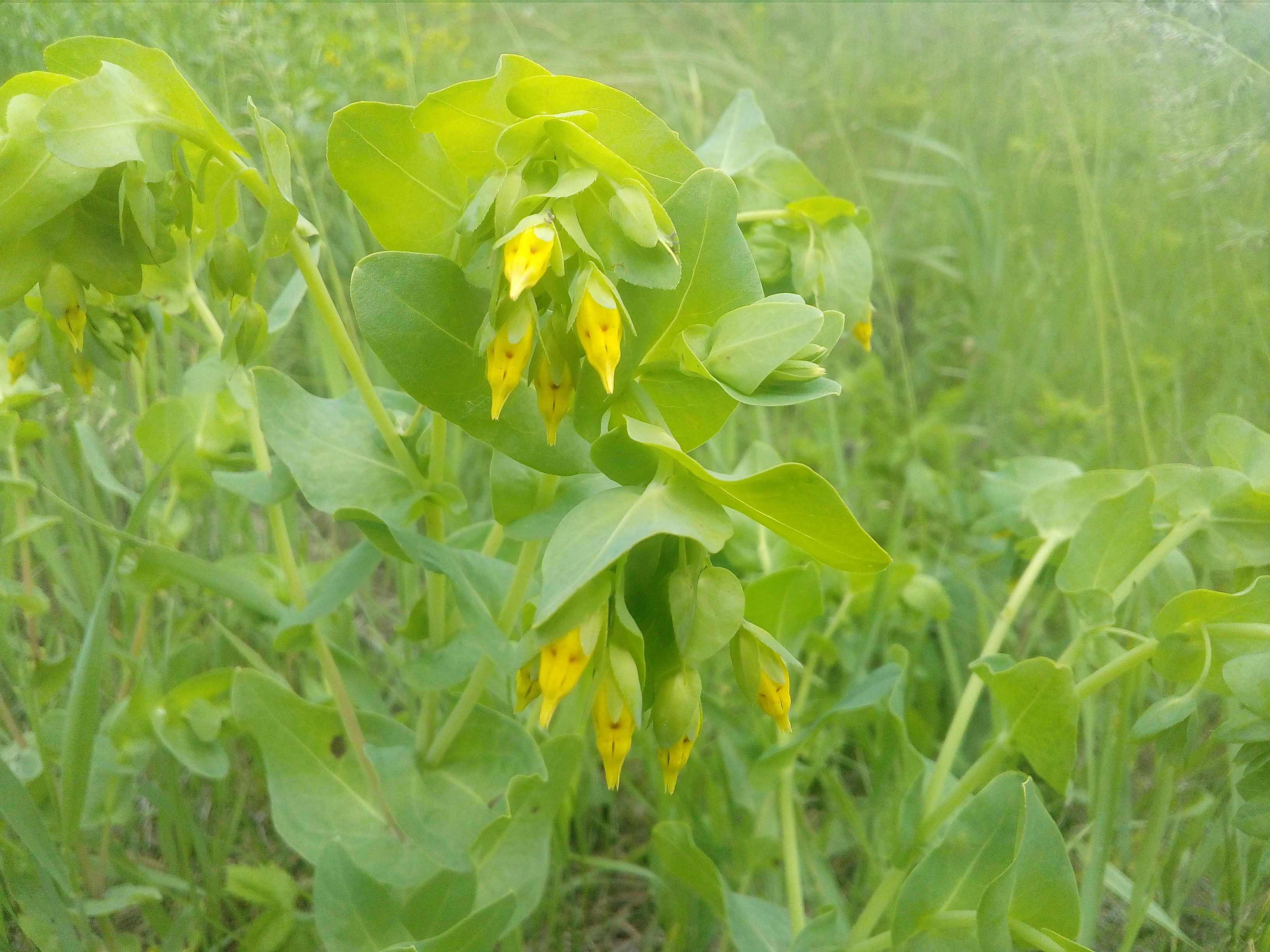

Дворічна рослина 20–60 см. Рослина гола, сизувата від воскового нальоту. Листки цільні, біля основи стрілоподібні або серцеподібні, стеблоохопні. Квітки в густих облиствених завитках. Чашечка глибоко 5-роздільна, з нерівними зубцями. Віночок (8)10–14 мм довжиною, в 1.5 рази довший від чашечки, блідо-жовтий, нерідко з 5 червоними цятками в зеві, більш ніж до середини надрізаний на ланцетно-лінійні, гострі частки, верхівки яких сходяться. Горішків 2, буро-коричневих, з розсіяними темними плямами, голих.

## Поширення
Поширений у Європі крім півночі, у західній Азії, Казахстані, Алтаї.
В Україні вид зростає у кам'янистих місцях, схилах, серед посівів — у Прикарпатті, Розточчя-Опольських лісах, на Поліссі, зрідка; у Лісостепу, Степу та в Криму, зазвичай.